# 民權路 (臺南市)
民權路為台灣台南市中西區及安平區之東西向次要道路之一，東起中西區東門圓環，西至安平區安北路，全長約5.3公里，台南市道路編號220。
民權路共分四段，由東門圓環至中山路為民權路一段，舊名建國路，中山路至西門路為民權路二段，舊名民權路，西門路至中華西路為民權路三段，其中西門路至金華路之路段舊名長樂街，中華西路至安北路為民權路四段，為1980年代末期新闢之路段。
在戒嚴時期，民權路以許多知名台獨運動參與者如王幸男、張燦鍙、王育德、林宗正及何康美等曾居住此地聞名，因此有「台獨街」的稱號。

## 歷史
民權路為台南市舊市區中心之道路，開發甚早，前身為17世紀台灣荷西殖民時期開闢的普羅民遮街，清治時期舊街坊名為竹仔街、帽街、鞋街、草花街，與南北向的街道構成十字大街，成為臺灣府城最繁華的區域。直到日本殖民時期市區改正後成為本町通，有公會堂等建設。

## 沿途設施
| （由東向西） - 一段： - 東門圓環 - 府城八協境東嶽殿 - 交通部觀光署旅遊服務中心臺南服務處 - 二段： - 原台南公會堂 - 吳園藝文中心 - 北極殿 - 康橋商旅臺南赤崁樓館 - 彰化銀行延平分行 - 臺南市政府警察局第二分局民權派出所 - 大井頭 - 大西門遺址 | - 三段： - 水仙宮市場（長樂市場） - 水仙宮 - 水仙里活動中心 - 台南市公共自行車-YouBike2.0海安民權 - 藥王里活動中心 - 臺南市中西區協進國民小學 - 臺南市政府警察局第二分局長樂派出所 - 民生路臨時停車場（後門） - 四段： - 西湖公園 - 台南市公共自行車-YouBike2.0西湖公園 - 全聯福利中心台南民權店 - 平安里活動中心 - 西賢里活動中心 - 南興萬聖宮廟 - 台南市公共自行車-YouBike2.0民權西賢六 - 平安公園 - 台灣中油安平古堡站 - 民權路四段北側路外停車場 - 安平蚵灰窯文化館 |

## 分段
- 一段：東門圓環－中山路
- 二段：中山路－西門路
- 三段：西門路－中華西路
- 四段：中華西路－安北路

## 交通改革
2024年4月27日起，民權路（中華西路至安北路）試辦開放機車行駛內側車道及不強制兩段式左轉，但保留機車待轉區，提供機車騎士更寬廣的行車空間。

## 本路段客運
- 市區公車[5]

| 編號 | 路線                     | 本路段公車站                  |
| ---- | ------------------------ | ----------------------------- |
| 10   | 臺南轉運站－鹿耳門天后宮 | 西湖公園－平安里活動中心      |
| 14   | 臺南車站－慈濟高中       | 吳園（去程） 民權路（北極殿） |

- 幹支線公車[5]

| 編號 | 路線                   | 本路段公車站     |
| ---- | ---------------------- | ---------------- |
| 綠17 | 安平工業區－大灣－新化 | 民權路（北極殿） |

## 註解
1. ↑  台灣獨立運動大事紀 （页面存档备份，存于），台獨聯盟
2. ↑  《台南都會區大眾捷運系統規劃環境影響評估報告書》，第六章，第91頁
3. ↑  臺南市文化基金會 （页面存档备份，存于），台獨聯盟
4. ↑  . 臺南研究資料庫.   [2023-10-02].
5. 1 2  .   [2025-04-24]. （原始内容存档于2024-09-27）.